# Курманов, Абдрасыл
Абдрасы́л Курма́нов, другой вариант имени — Абдраси́л (1900, село Кзыл-Аут, Аулиеатинский уезд, Сырдарьинская область, Туркестанский край, Российская империя — неизвестно, Джамбулская область, Казахская ССР) — заведующий коневодством колхоза «Комсомол» Таласского района Джамбулской области, Казахская ССР. Герой Социалистического Труда (1949).

## Биография
Родился в 1900 году в крестьянской семье в селе Кзыл-Аут Аулиеатинского уезда. С раннего возраста трудился в сельском хозяйстве. После Октябрьской революции окончил 8 классов. Во время коллективизации в 1931 годоу вступил в местную сельскохозяйственную артель имени Комсомола, которая позднее была реорганизована в одноимённый колхоз (с 1962 года — овцесовхоз имени Ильича). Трудился счетоводом. С 1941 года — заведующий коневодством в этом же колхозе.
В 1948 году коневоды колхоза вырастили 53 жеребёнка от 53 кобыл. Указом Президиума Верховного Совета СССР от 12 июля 1949 года удостоен звания Героя Социалистического Труда за «получение высокой продуктивности животноводства в 1948 году» с вручением ордена Ленина и золотой медали «Серп и Молот» (№ 4112).
Этим же указом званием Героя Социалистического Труда были награждены председатель колхоза имени Комсомола Турсымбай Таттыбаев и табунщик Майлаган Архабаев.
Заведовал коневодческой фермой до выхода на пенсию в 1965 году. Проживал в Джамбулской области. Дата смерти не установлена.